# Вутно
Вутно́ (рос. Вутно) — присілок у складі Селтинського району Удмуртії, Росія.

## Населення
Населення — 22 особи (2010; 45 в 2002).
Національний склад станом на 2002 рік:
- удмурти — 96 %

## Урбаноніми[3]
- вулиці — Вутнинська, Садова